# Guillermo II de Dampierre
Guillermo II (1196-3 de septiembre de 1231) fue Señor de Dampierre de 1216 hasta su muerte. Era hijo de Guy II, condestable de Champaña, y Matilde de Borbon.
Su hermano, Archambaud VIII, heredó Borbón, y Guillermo heredó Dampierre. Se casó con Margarita II, Condesa de Flandes y Henao, en 1223 y fue regente de Flandes hasta su muerte. En 1226, Guillermo y su esposa fundaron un convento cisterciense en St.-Dizier. Sus hijos Guillermo III y Juan continuarían confirmando y patrocinando este convento durante toda su vida, incluyendo el entierro de Guillermo II en St.-Dizier En 1231. Guillermo y Margarita fundaron más conventos en el condado de Flandes, incluyendo uno en Flines.
Tuvo cuatro hijos (tres varones) con Margarita II de Flandes y el mayor participó en la Guerra de Sucesión de Flandes y Henao:
- Guillermo III, Conde de Flandes y Señor de Kortrijk[2]
- Guy, conde de Flandes y Margrave de Namur
- Juan I, Señor de Dampierre, Vizconde de Troyes, y Condestable de Champaña[2]
- Joanna, casada en 1239 con Hugo III de Rethel, y en 1243 con Teobaldo II de Bar[3][3]